# Parque Metropolitano San Cristóbal
El Parque San Cristóbal junto con el Parque Primero de Mayo conforman la unidad deportiva más importante del suroriente de Bogotá.
Su principal atractivo son sus amplias zonas verdes, pistas de trote y senderos peatonales. Entre sus facilidades deportivas se enumeran: Canchas múltiples de futsal, baloncesto, voleibol y fútbol. Antes contaba con juegos mecánicos que tiempo después fueron retirados. En 2018 en terrenos donde se ubicaban estos juegos mecánicos se empezó a construir un Centro Felicidad que cuenta con piscinas, canchas deportivas, gimnasios y ludoteca, el cual fue inaugurado sólo hasta 2021 ya que sufrió retrasos a raíz del comienzo de la pandemia de COVID - 19 en la ciudad. También hay un pequeño skatepark en el cual no hay acceso a bicicletas BMX.